# Obdurodon
Az Obdurodon egy kihalt kloákás nemzetség. Úgy néztek ki, mint a mai rokonaik, a kacsacsőrű emlősök. Az Obdurodon a felszínen táplálkozhatott. 

## Rendszertan
A nemzetséget először 1975-ben írta le Michael O. Woodburne és Richard H. Tedford amerikai paleontológus a Dél-Ausztráliában, a Ngapakaldi-tótól a Palankarinna-tóig terjedő fosszilis területen talált fogak alapján. 
A név a latin obduros "tartós fogak" szóból ered, utalva az őrlőfogak állandóságára.  A nemzetség egyike azoknak a kloákásoknak, amelyeket a kacsacsőrű emlősök családjába helyeztek, amelynek az egyetlen élő tagja a kacsacsőrű emlős. 
Az Obdurodont három faj képviseli:
- Obdurodon insignis (Típusfaj) Woodburne & Tedford, 1975
- Obdurodon dicksoni Archer és mtsai, 1992
- Obdurodon tharalkooschild Pian és mtsai, 2012

## Fordítás
Ez a szócikk részben vagy egészben  az   Obdurodon című angol Wikipédia-szócikk ezen változatának fordításán alapul.  Az eredeti cikk szerkesztőit annak laptörténete sorolja fel. Ez a jelzés csupán a megfogalmazás eredetét és a szerzői jogokat jelzi, nem szolgál a cikkben szereplő információk forrásmegjelöléseként.